# اوشانیته
اوشانیته (به بلغاری: Oshanite) یک منطقهٔ مسکونی در بلغارستان است که در تریاونا واقع شده‌است.